# Communauté de communes Ardèche des Sources et Volcans
Die Communauté de communes Ardèche des Sources et Volcans ist ein französischer Gemeindeverband mit Rechtsform einer Communauté de communes im Département Ardèche, dessen Verwaltungssitz sich in dem Ort Thueyts befindet. Er liegt im Zentrum des Départements und umfasst den Oberlauf der Ardèche ab ihrer Quelle (frz.: source). Das zugehörige Gebiet ist Teil der Cevennen mit Erhebungen bis zu 1500 m und liegt inmitten des Regionalen Naturparks Monts d’Ardèche. Der Gemeindeverband besteht aus 16 Gemeinden auf einer Fläche von 268,44 km². Präsident des Gemeindeverbandes ist Cédric D’Imperio.

## Geschichte
Die Communauté de communes entstand am 1. Januar 2014 als Zusammenschluss dreier Vorgängerverbände, der
- Communautés de communes Sources de l’Ardèche, ein 2005 gegründeter Verband aus 10 Gemeinden,
- Communautés de communes des Grands Serres, ein 1997 gegründeter Verband aus fünf Gemeinden, und
- Communautés de communes Porte des Hautes Cévennes Ardéchoises der beiden Gemeinden Lalevade-d’Ardèche und Prades aus dem Jahr 1995.

Mit Wirksamkeit vom 1. Januar 2017 hat die Gemeinde Astet den Verband verlassen und hat sich der Communauté de communes de la Montagne d’Ardèche angeschlossen.

## Aufgaben
Zu den vorgeschriebenen Kompetenzen gehören die Entwicklung und Förderung wirtschaftlicher Aktivitäten und des Tourismus. Der Gemeindeverband betreibt er die Müllabfuhr und -entsorgung sowie die Straßenmeisterei. Zusätzlich baut und unterhält der Verband Sporteinrichtungen.

## Mitgliedsgemeinden
Folgende 16 Gemeinden gehören der Communauté de communes Ardèche des Sources et Volcans an:
| Gemeinde                                              | Einwohner 1. Januar 2022 | Fläche km² | Dichte Einw./km² | Code INSEE | Postleitzahl |
| ----------------------------------------------------- | ------------------------ | ---------- | ---------------- | ---------- | ------------ |
| Barnas                                                | 207                      | 26,51      | 8                | 07025      | 07330        |
| Burzet                                                | 529                      | 38,06      | 14               | 07045      | 07450        |
| Chirols                                               | 270                      | 6,91       | 39               | 07065      | 07380        |
| Fabras                                                | 458                      | 7,52       | 61               | 07087      | 07380        |
| Jaujac                                                | 1.229                    | 24,27      | 51               | 07107      | 07380        |
| Lalevade-d’Ardèche                                    | 1.153                    | 2,27       | 508              | 07127      | 07380        |
| La Souche                                             | 384                      | 31,52      | 12               | 07315      | 07380        |
| Mayres                                                | 264                      | 30,07      | 9                | 07153      | 07330        |
| Meyras                                                | 906                      | 12,31      | 74               | 07156      | 07380        |
| Montpezat-sous-Bauzon                                 | 756                      | 27,23      | 28               | 07161      | 07560        |
| Péreyres                                              | 49                       | 12,63      | 4                | 07173      | 07450        |
| Pont-de-Labeaume                                      | 572                      | 4,66       | 123              | 07178      | 07380        |
| Prades                                                | 1.184                    | 9,79       | 121              | 07182      | 07380        |
| Saint-Cirgues-de-Prades                               | 140                      | 3,48       | 40               | 07223      | 07380        |
| Saint-Pierre-de-Colombier                             | 443                      | 9,43       | 47               | 07282      | 07450        |
| Thueyts                                               | 1.208                    | 21,78      | 55               | 07322      | 07330        |
| Communauté de communes Ardèche des Sources et Volcans | 9.752                    | 268,44     | 36               | –          | –            |